# Полин, Вивека
Виве́ка Бирги́тта По́лин-Фе́ррелл (швед. Viveca Birgitta Paulin-Ferrell; 24 апреля 1969, Ашим, Гётеборг-Бохус) — шведская актриса, кинопродюсер и певица.

## Биография
Вивека Биргитта Полин родилась 24 апреля 1969 года в Ашиме (Гётеборг-Бохус, Швеция).
В 1991 года Вивека окончила «Помонский колледж».
С 12 августа 2000 года Вивека замужем за актёром Уиллом Ферреллом (род.1967), с которым они встречались 5 лет до их свадьбы. У супругов есть три сына: Магнус Полин Феррелл (род. 07.03.2004), Мэттиас Полин Феррелл (род. 30.12.2006) и Аксель Полин Феррелл (род. 23.01.2010).

## Карьера
Вивека — шведская актриса, кинопродюсер и певица, начавшая карьеру в 1997 году, ныне работающая в США.
В 1997 году Вивека сыграла роль аукционера в фильме «Деньги решают всё». В 1998 году Полин сыграла ещё две роли и окончила актёрскую карьеру. В 2006 году она выступила в качестве продюсера фильма «Лак для ногтей».